# Мальований Юрій Іванович
Мальо́ваний Ю́рій Іва́нович (27 листопада 1939, Фастів) — український педагог, кандидат педагогічних наук, старший науковий співробітник, член-кореспондент НАПН України з 1995 року.

## Біографія
Учителі школи № 92 були освічені ліберали й робили акцент на гуманітарних науках. Директором школи і вчителем математики був Юрій Іванович Мальований, чудова людина, яку ми любили за м'якість, справедливість і чарівне почуття гумору.
У 1966–1976 роках Юрій Мальований працював директором київської середньої школи № 92 імені Івана Франка (колишня Колегія Павла Ґалаґана). На той час ця школа вважалася однією з найкращих у Києві й не подобалася владі через своє проукраїнське спрямування. У школі тоді навчалися діти багатьох українських письменників та діячів культури: Олеся Гончара, Дмитра Павличка, Павла Загребельного, Євгена Сверстюка, Платона Воронька, Сергія Параджанова, Бориса Комара, Миколи Руденка, Гелія Снегірьова та ін. Владою робилися неодноразові спроби закрити школу. Однак постійні інспекції й перевірки не могли виявити якихось відвертих порушень, навпаки школа № 92 за директорства Юрія Мальованого мала дуже добрі показники успішності, й лише через дивну пожежу, що сталася в школі 1976 року її таки закрили, а Юрій Мальований перейшов на наукову роботу. 
У 1976–1993 роках Мальований завідував лабораторією в НДІ педагогіки України, а з 1993 року — вчений секретар Відділення дидактики, методик та інформаційних технологій навчання НАПН України.
20 грудня 1995 року був обраний вченим секретарем Відділення загальної середньої освіти НАПН України.

## Наукові зацікавлення
Фахівець у галузі дидактики і методики викладання математики в загальноосвітній школі. Займається проблемами розбудови української школи, організації дидактичного процесу, вивчення математики (зокрема алгебри) в середній школі.
1991 року Юрій Мальований був одним зі співавторів першої Концепції середньої загальноосвітньої школи України. Також брав участь у розробці концепції гуманітаризації загальної середньої освіти, підготував низку законодавчих та нормативних документів у галузі освіти. Займався розробкою Державного освітнього стандарту для основної та старшої школи.
Юрій Мальований підготував 5 кандидатів наук. Входить до складу редколегій трьох фахових журналів, спеціалізованої вченої ради із захисту кандидатських дисертацій.
Опублікував понад 100 науково-педагогічних праць, зокрема монографію «Форми навчання в школі» (у співавторстві), «Методика викладання алгебри у 7-9 класах» (у співавторстві), низку підручників та дидактичних посібників з алгебри для основної та старшої школи.